# Monteceneri
Monteceneri es una comuna suiza del cantón del Tesino, situada en el distrito de Lugano, círculo de Taverne. 

## Creación
El 25 de noviembre de 2007 fue parcialmente aprobada la fusión de las comunas de Bironico, Camignolo, Mezzovico-Vira, Rivera y Sigirino a lo largo del eje vial principal con las comunas del brazo del Valle de Vedeggio Medeglia e Isone.
Isone y Mezzovico-Vira rechazaron la fusión, además el Consejo de Estado del Tesino no quiso proponer una fusión obligatoria. El 2 de diciembre de 2008 el Parlamento cantonal decidió crear la nueva comuna de las cinco comunas que aprobaron la fusión.
Algunos habitantes hicieron un recurso contra la fusión ante el Tribunal Federal basándose en que la fusión de las cinco comunas no correspondía al proyecto sobre el que había habido la votación. El Tribunal Federal en noviembre de 2009 aprobó el recurso y recomendó al gobierno tesinés de hacer una nueva votación sobre la fusión de las cinco comunas en cuestión.
La comuna debía ser creada con las votaciones comunales del 20 de abril. Sin embargo, las votaciones fueron aplazadas debido al recurso pendiente ante el Tribunal Federal. La nueva votación se llevó a cabo el 25 de abril de 2010. Tras ser aceptada la fusión por las cinco comunas, la creación de la comuna fue fijada para el 21 de noviembre de 2010 con la elección de las autoridades locales.

## Geografía
La comuna del Monteceneri se encuentra situada sobre los Prealpes luganeses, y toma su nombre precisamente del conocido Monte Ceneri. La comuna limita al norte con las comunas de Cadenazzo e Isone, al noreste con Sant'Antonio, al este con Capriasca, al sureste con Ponte Capriasca, al sur con Torricella-Taverne y Alto Malcantone, y al noroeste y oeste con Gambarogno. También limita con Mezzovico-Vira que se encuentra prácticamente enclavada dentro de la comuna de Monteceneri.
La comuna recibió de la antigua comuna de Medeglia la comunanza de Medeglia/Cadenazzo ahora llamada Monteceneri/Cadenazzo, y gracias a la cual limita también con las comunas de Camorino y Pianezzo. La comunanza se encuentra en el distrito de Bellinzona.

## Demografía
En la siguiente tabla se muestra la evolución de la población histórica de la comuna:

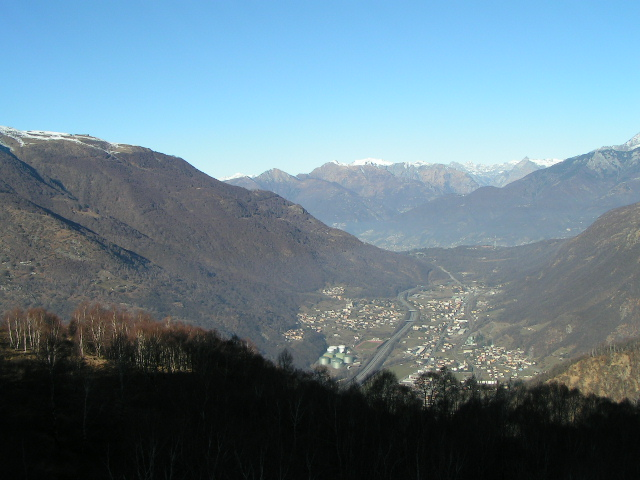
Vista de la vertiente sur del Paso del Monte Ceneri.